# NGC 974
NGC 974 este o galaxie spirală situată în constelația Triunghiul. A fost descoperită în 22 noiembrie 1827 de către John Herschel. Se află la o distanță de 60,77 de megaparseci de Pământ.